# سرپرست (پلیس)
سرپرست (به انگلیسی: Superintendent) یک درجه در پلیس بریتانیا و در بیشتر کشورهای مشترک‌المنافع انگلیسی‌زبان است. این درجه همچنین در بیشتر سرزمین‌های فرادریایی بریتانیا، در مستعمرات سابق بریتانیا و همچنین در پرتغال و چندین مستعمرهٔ سابقش استفاده می‌شود. در برخی کشورها مانند ایتالیا، درجهٔ سرپرستی از درجه‌های دیگر پایین‌تر است.

## سرپرست در چندین کشور

### هند
در هند، یک سرپرست پلیس (SP) ریاست نیروی پلیس یک ناحیهٔ پلیس را برعهده دارد، یا مسئول یک منطقهٔ روستایی در یک ناحیه است. درجهٔ زیر آن، سرپرست فرعی پلیس یا معاون سرپرست پلیس (Dy.SP) است، در حالی که درجهٔ بالاتر از آن، سرپرست ارشد پلیس (SSP) است. در ایالت کرالا، سرپرستان پلیس مسئول ناحیه، رئیس پلیس ناحیه نامیده می‌شوند.

### ژاپن
در ژاپن، از اصطلاح پلیس استان برای افسر فرماندهی یک ایستگاه پلیس کوچک‌تر استفاده می‌کنند. این معادل درجهٔ سرهنگ دوم در ارتش ژاپن است.

### سنگاپور
در سنگاپور، این درجه هم در نیروی پلیس سنگاپور (SPF) و هم در ادارهٔ مهاجرت و بازرسی (ICA) استفاده می‌شود، زیرا هردو از ساختار درجه‌بندی یکسانی استفاده می‌کنند. در نیروی پلیس، سه گونه سرپرست وجود دارد: دستیار سرپرست پلیس (ASP)، معاون سرپرست پلیس (DSP) و سرپرست پلیس (SUPT). این سه‌تا از افسران ارشد پلیس در سنگاپور هستند.

### بریتانیا
درجهٔ سرپرست بالاتر از تا بازرس ارشد و پایین‌تر از سرپرست ارشد است. نشان درجه، تاجی است که روی سردوش‌ها گذاشته می‌شود، مانند یک سرگرد در ارتش بریتانیا.

#### پلیس متروپولیتن
درجهٔ سرپرستی را پلیس متروپولیتن سال ۱۸۲۹ معرفی کرد. هر بخش را یک سرپرست فرماندهی می‌کرد. درجهٔ پایین‌تر از سرپرست در آغاز تا زمان معرفی بازرس ارشد در سال ۱۸۶۸، بازرس بود. در اصل، تنها کمیسر درجه‌ای بالاتر از سرپرست داشت (و آن‌ها افسران پلیس سوگندخورده نبودند). در سال ۱۸۳۹، کاپیتان ویلیام هی به درجهٔ تازهٔ سرپرست بازرسی منصوب شد و در سال ۱۸۵۶ با دستیار کمیسر جایگزین شد. در سال ۱۸۶۹، درجهٔ سرپرست ناحیه میان سرپرست و دستیار کمیسر معرفی شد و در سال ۱۸۸۶ به پاسبان ارشد تغییر نام داد.
از سال ۱۸۶۸، هنگامی که آدولفوس ویلیامسون، نخستین رئیس شعبه، به این رتبه ارتقا یافت، درجهٔ سرپرست برای شعبهٔ کارآگاه (بعدها ادارهٔ بازجویی کیفری) هم ایجاد شد.
در ۱۹۴۹، سرپرستان پلیس متروپولیتن به درجهٔ تازهٔ سرپرست ارشد، بازرسان ارشد به سرپرست، و بازرسان زیربخش و بازرسان کارآگاه بخش به بازرس ارشد تغییر درجه دادند و این مقام‌ها نیز لغو شدند.
در سپتامبر ۱۹۵۳ تغییر دیگری رخ داد، هنگامی که این درجه به سرپرست درجه یک (سرپرست کنونی، بازرس ارشد که بخش‌های فرعی را فرماندهی می‌کرد و بازرس-کارآگاه ارشد که بخش‌های ادارهٔ بازجویی کیفری را فرماندهی می‌کرد) و سرپرست درجه دو (سایر بازرس‌های ارشد کنونی) تقسیم شد با بازتعریف درجهٔ بازرس ارشد، که برای بازرس‌های درجه‌بالا ایجاد شده بود. سرپرستان درجه دو تاج را می‌پوشیدند (نشانی که بازرسان ارشد می‌پوشیدند) و سرپرستان درجه یک تاج روی ستاره (نشانی که سرپرستان می‌پوشیدند) می‌پوشیدند. این کار تا سال ۱۹۷۴ ادامه داشت، هنگامی که سرپرست دوباره به یک درجهٔ واحد تبدیل شد و تاج روی سردوش‌ها گذاشت.
از ژانویهٔ ۱۹۵۴ در هر زیربخش یک سرپرست درجه یک و یک بازرس ارشد، یک سرسرپرست ارشد، یک سرپرست درجه دو و یک سرپرست-کارآگاه درجه یک در هر بخش و یک فرمانده، یک معاون فرمانده، یک سرپرست-کارآگاه ارشد و یک کارآگاه-سرپرست درجه دوم در هر ناحیه حضور داشتند. بعداً در سال ۱۹۵۴ یک بازرس ارشد کارآگاه به هر بخش اضافه شد.

#### دستمزد
حقوق اولیهٔ یک سرپرست، تا تاریخ ۲۰۲۱، مبلغ ۷۰٬۱۷۳ پوند استرلینگ است که پس از پنج سال خدمت به ۸۲٬۸۸۱ پوند افزایش می‌یابد. این حقوق ممکن است تحت تأثیر کمک‌هزینهٔ منطقه‌ای و شایستگی قرار گیرد.

### ایالات متحده آمریکا
در ایالات متحده آمریکا، سرپرست عنوانی است که برای رئیس بخش‌های پلیس تعیین‌شده استفاده می‌شود. در برخی از ادارات پلیس، سرپرست عنوانی است که برای توصیف موقعیتی با مسئولیت‌هایی استفاده می‌شود که در سایر ادارات پلیس، به رئیسان دفتر یا بخش اعطا می‌شود، مثلاً اداره پلیس بوستون.